# 中山冷泉為親
中山冷泉 為親（なかやまれいぜい ためちか）は、安土桃山時代から江戸時代初期にかけての公家。中山冷泉家（今城家）の祖。

## 生涯
天正3年（1575年）、中山親綱の次男として生まれる。同13年（1585年）、冷泉為満が、山科言経・四条隆昌と共に突如として勅勘を蒙り京都を出奔した。そこで、親綱の次男が、冷泉家の通字「為」を入れて為親と名乗り、為満の養子となって家督を継承した。しかし慶長3年12月7日（1599年1月3日）に言経とともに赦免された為満が、上冷泉家の当主に復帰した。為親は上冷泉家の当主ではなくなったが、新たに堂上家を創設することが許され、中山冷泉家を興した。これがのちの今城家となる。
慶長15年（1610年）卒去した。享年36歳。法号は蓮池院清月浄空。

## 系譜
- 妻：五条為経女
  - 男子：為尚
  - 男子：尊済 - 金剛王院
  - 女子：某女王 - 白川雅朝王猶子[1]

## 官歴
- 天正13年12月27日（1586年2月15日）、侍従
- 天正14年4月13日（1586年5月31日）、右近衛少将
- 慶長2年1月5日（1597年2月21日）、従四位下